# Курчавка ярко-зелёная
Курчавка ярко-зелёная (лат. Atraphaxis laetevirens) — многолетние ветвистые кустарники рода Курчавка.

## Биологическое описание
Растопыренно-ветвистый невысокий кустарник 40–70 см высотой, с темно-серой корой и тонкими, слегка извилистыми ветвями без колючек.
Листья короткочерешковые, мелкие, 6-12 мм длиной и 5-6 мм шириной, яйцевидно-эллиптические, ярко-зелёные, по краю курчаво-складчатые, по главной жилке и краям с короткими щетинками.
Соцветие — короткая кисть, около 2 см длиной. Цветоножка с сочленением в нижней трети. Околоцветник бледно-розовый или белый, при плодах буреющий, 5-6 мм длиной и около 7 мм в диаметре. Наружные доли околоцветника мелкие, при плодах вниз отогнутые.
Плод — орешек яйцевидный, трёхгранный, тёмно-бурый.
Цветение в конце мая — начале июня, плодоношение в июле.

## Распространение
Встречается на южном Алтае редко, в Восточном Казахстане, в северной части Средней Азии.
Растёт на каменистых склонах, в трещинах скал, среди кустарниковых зарослей в предгорьях и среднем поясе гор.